# 丁字路

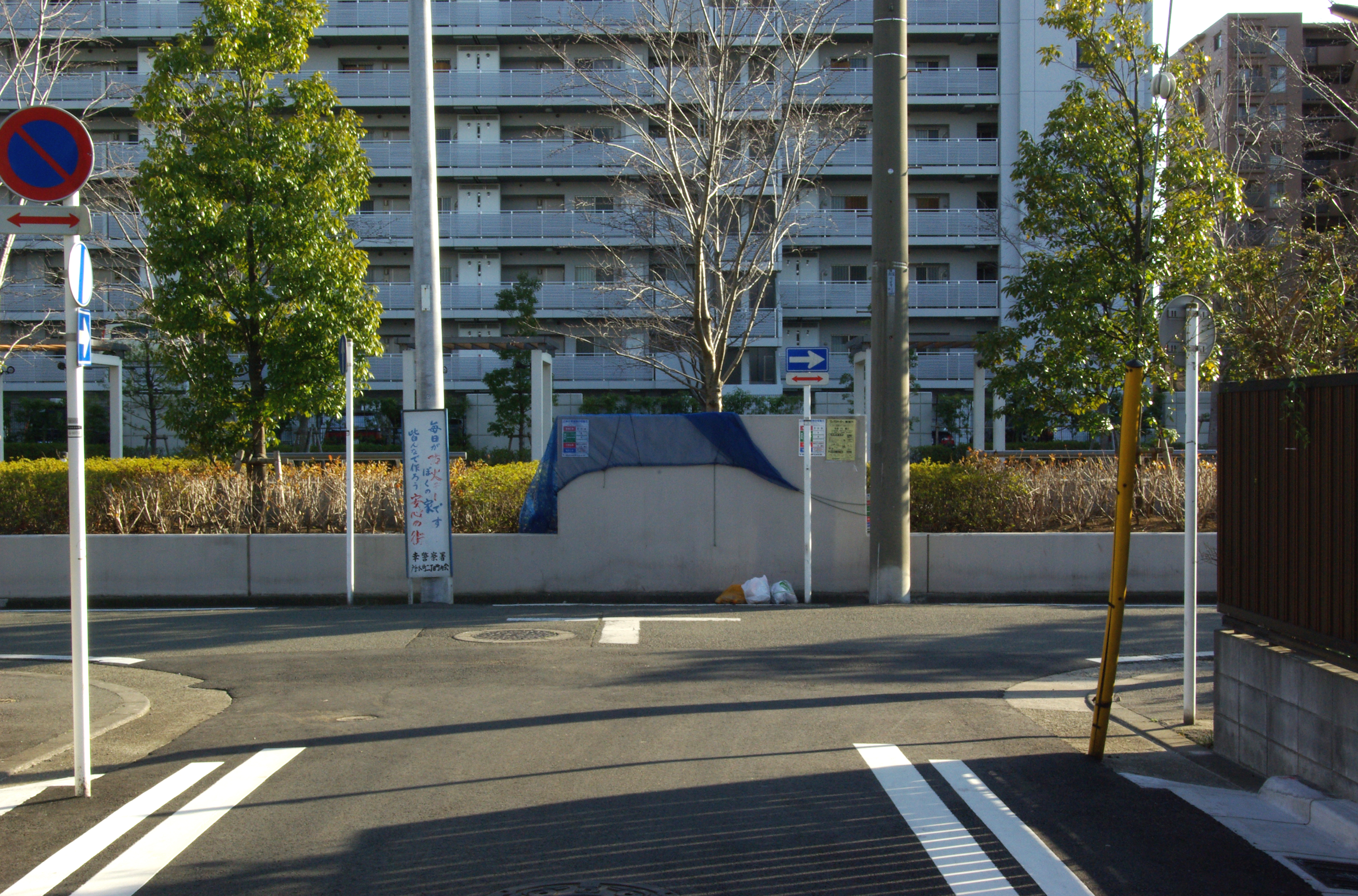
丁字路の一例

丁字路（ていじろ）とは、道路が漢字の「丁」のような形で枝分かれしている交差点を指す用語。三叉路の一種。「丁」に代わりアルファベットの「T」を用いてT字路（ティーじろ）ともいう。
丁字路は撞木（しゅもく）に似る事から橦木町や撞木町として丁字路に由来した地名もある。

## 概要
「丁字路」とは、道が三方に向けて延びる三叉路の一種を指すための、法律上の正式用語である。
例えば、道路交通法第2条（定義）第1項第5号「交差点」の項目には次のような記述がある。

交差点 十字路、丁字路その他二以上の道路が交わる場合における当該二以上の道路（歩道と車道の区別のある道路においては、車道）の交わる部分をいう

日本の法律上の正式な用語では「T字路（ティーじろ）」ではなく、漢字を用いた「丁字路（ていじろ）」である。
なぜなら、昔は日本ではアルファベットは使用されておらず、ものの形はしばしば漢字の形になぞらえて表現したので、一般に漢字の「丁（てい）」の字になぞらえて「丁字路（ていじろ）」と言われたため、必然的に道路交通法にも採用された。近年、アルファベットの日常化に伴い「丁」の字をアルファベットの「T」との勘違いから次第に「T字路（ティーじろ）」という人が増えた。そうした世相を反映し、放送用語では「丁字路（ていじろ）」「T字路（ティーじろ）」のいずれを用いてもよいというのが最近のNHKの見解である。
なお、法律ではなく命令であれば、省令の
「道路標識、区画線及び道路標示に関する命令」の別表において「T形道路交差点」という用語が用いられている例がある。
道路標示は┳型の白線で描かれる。

日本の「┳形道路交差点あり」の道路標識
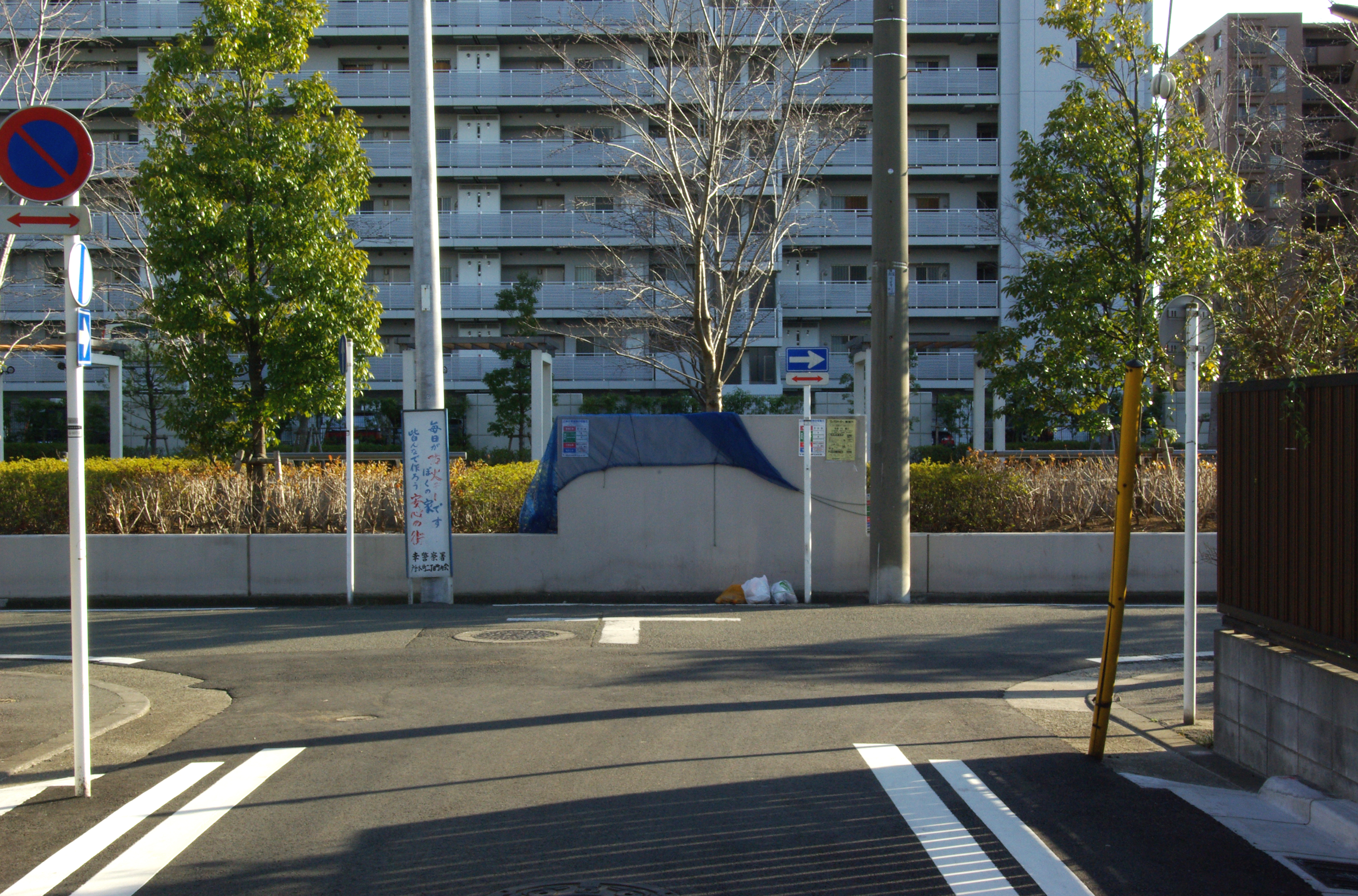
丁字路の例（1）
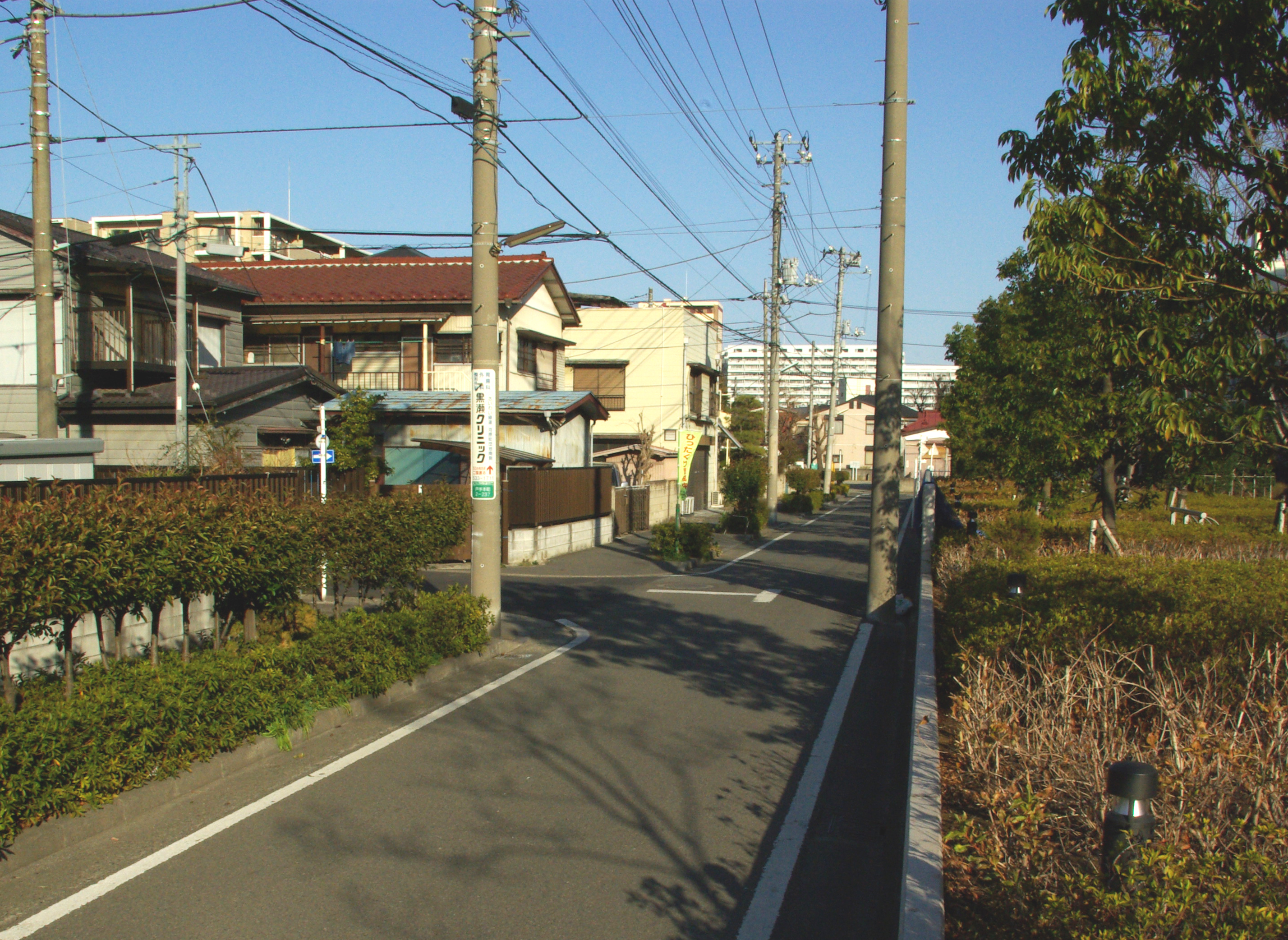
丁字路の例（1）と同じ場所を、別の方向から
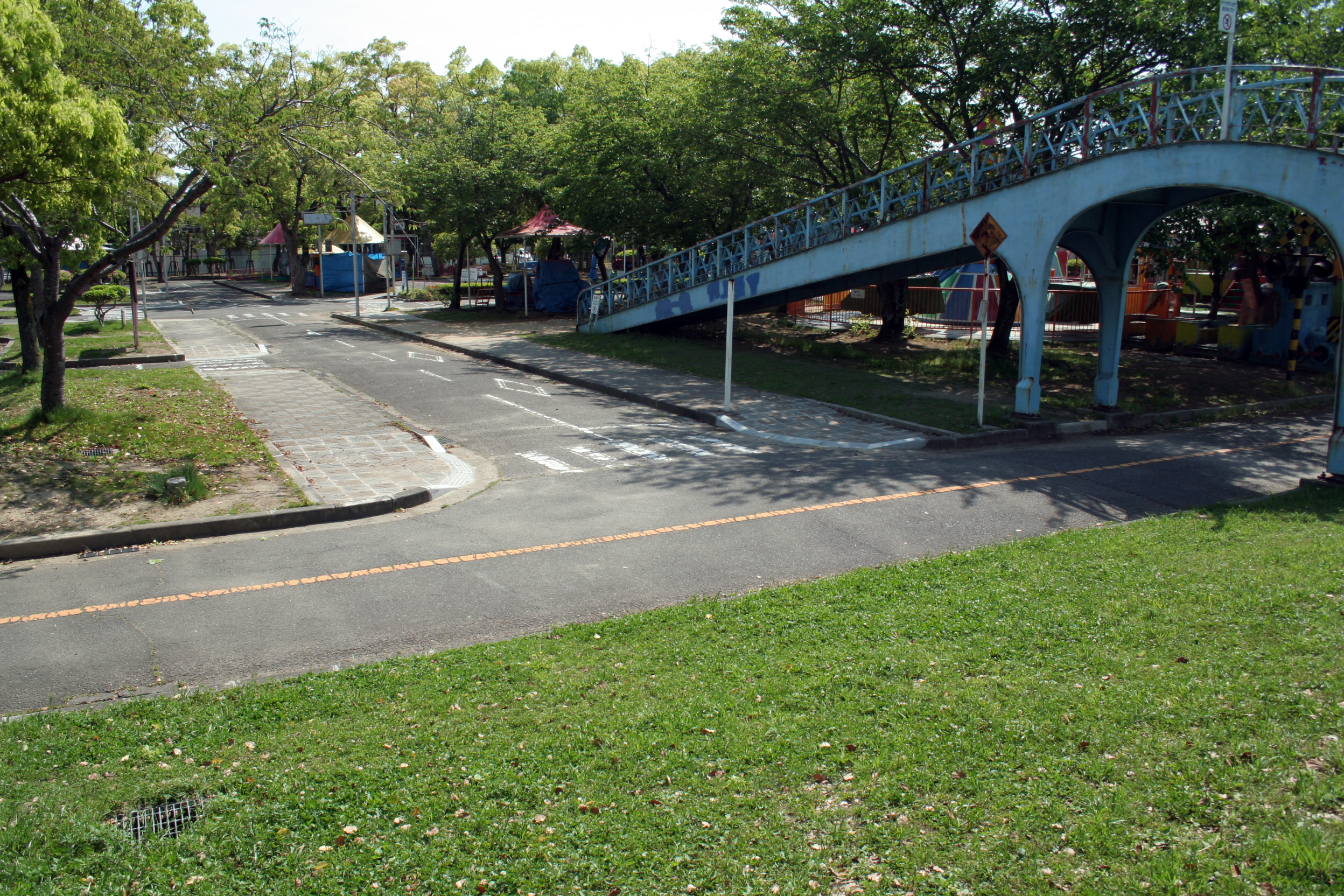
丁字路の例(2)
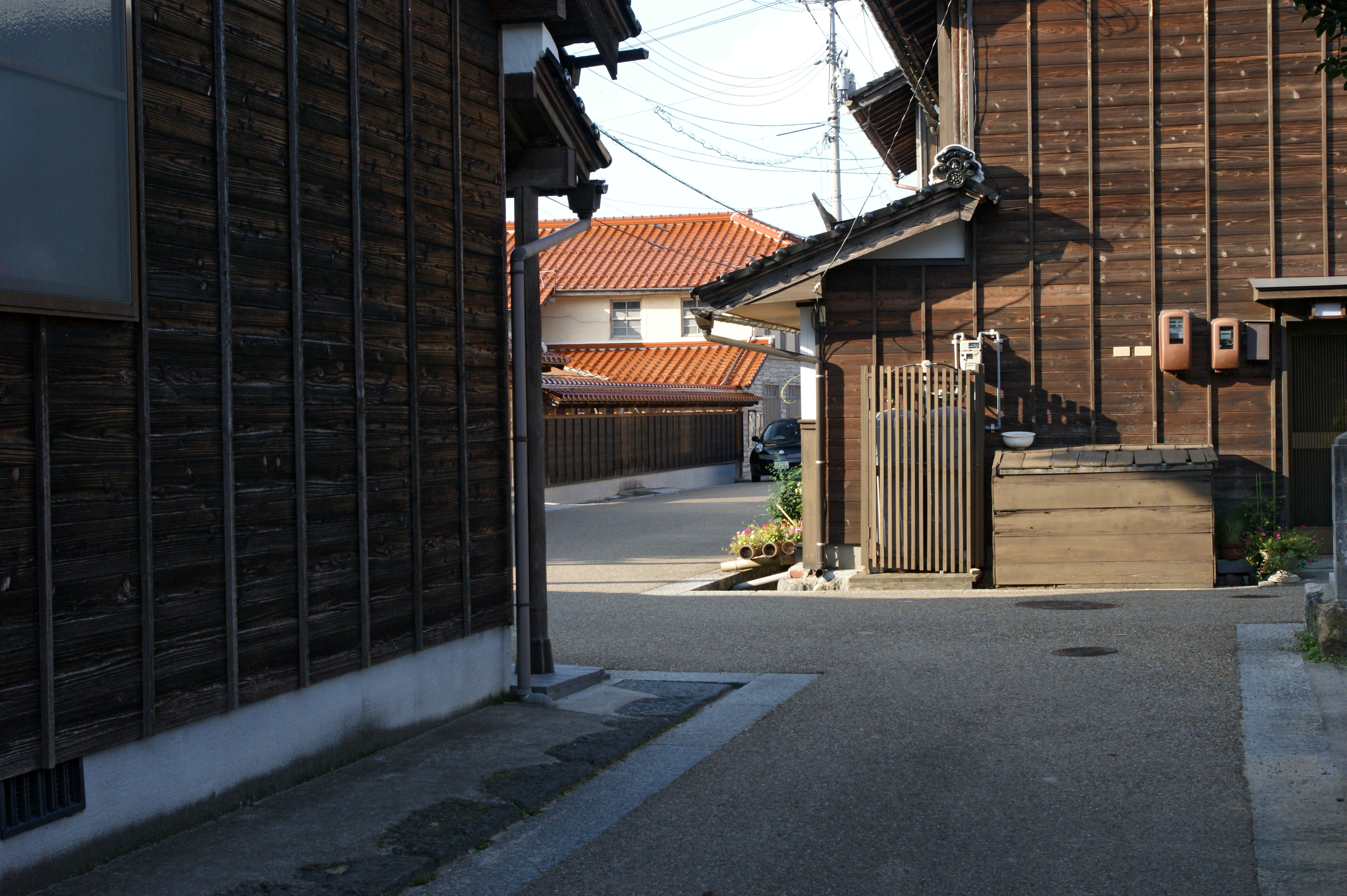
城下町の丁字路の例：城下町は戦略的理由で丁字路が多い